# 6 Days to Air
6 Days to Air (noto anche come 6 Days to Air: The Making of South Park) è un film televisivo documentaristico statunitense del 2011, che mostra come viene prodotto il cartone animato South Park. Segue la produzione di un episodio di 22 minuti che viene completato ore prima della sua messa in onda originale.
È andato in onda negli Stati Uniti su Comedy Central il 9 ottobre 2011, e ha ricevuto recensioni positive. Il documentario è stato anche nominato per un Emmy Award.

## Sinossi
Il film inizia con Trey Parker e Matt Stone che lasciano New York dopo la serata inaugurale del 2011 di The Book of Mormon e tornano a Los Angeles per lavorare sulla quindicesima stagione di South Park. Il documentario parla della produzione del primo episodio della tale stagione, HumancentiPad, e iniziano il giovedì prima della messa in onda. Parker e Stone, insieme a Anne Garefino, Vernon Chatman, Bill Hader e Susan Arneson, discutono delle idee per l'episodio. Parker parla del suo fastidio con il scaricare l'ultima versione di iTunes, e costretto ad accettare la lista lunga dei termini e condizioni. Il film include vari aspetti, incluso il doppiaggio, l'animazione, la sincronizzazione labiale, comunicazione, character design e montaggio.
Il prossimo martedì, un giorno prima della messa in onda, lo staff si sta preparando per il rituale, e Parker e Stone sono ancora coinvolti nella trama, e il primo sta ancora elaborando la sceneggiatura. L'episodio è completato la mattina seguente alle 7:00, e portano il master originale alla sede di Comedy Central a New York ore prima della messa in onda.

## Produzione
Bradford era amico di Trey e Matt per 17 anni. Stone all'inizio ha negato il suggerimento di Bradford di documentare la produzione del cartone, e non gli piacevano avere le telecamere nello studio. Bradford è stato coinvolto quando gli hanno chiesto un documentario su The Book of Mormon. In quel documentario non ci hanno lavorato, e lo hanno combinato col quindicesimo anniversario di South Park. Bradford era anche fan del cartone, e ha chiesto domande più dure dietro alla telecamera.

## Accoglienza
Il documentario ha ricevuto recensioni positive. Ramsey Isler di IGN ha scritto che "il più grande successo di questo documentario è che da un'occhiata personale dentro alle vite professionali bizarre dei due dei creativi con più successo dell'industria d'intrattenimento. Neil Genzlinger del New York Times ha detto che "ci sono quasi molte risate nel documentario piuttosto di un vero episodio di South Park". Harry Sawyers di Gizmodo ha detto "Bisogna ammirare l'intensa etica del lavoro che guida il frenetico ciclo di produzione del programma". Ha anche detto: "La storia della genesi di questo singolo episodio risuonerà con chiunque abbia lavorato in una squadra abituata a lunghe ore e ad un ritmo incessante". Phil Dyess-Nugent di The A.V. Club era positivo, dicendo: "Mentre si stressano e si coccolano nei loro uffici e dimenticano a cosa servono i pettini, ti rendi conto di quanto devono amare quello che stanno facendo, perché nessuno lo farebbe solo per i soldi, a patto che abbiano già il biglietto del viaggio a casa".